# ZADH2
ZADH2 (англ. Zinc binding alcohol dehydrogenase domain containing 2) – білок, який кодується однойменним геном, розташованим у людей на довгому плечі 18-ї хромосоми. Довжина поліпептидного ланцюга білка становить 377 амінокислот, а молекулярна маса — 40 140.
| 10         |  | 20         |  | 30         |  | 40         |  | 50         |
| ---------- |  | ---------- |  | ---------- |  | ---------- |  | ---------- |
| MLRLVPTGAR |  | AIVDMSYARH |  | FLDFQGSAIP |  | QAMQKLVVTR |  | LSPNFREAVT |
| LSRDCPVPLP |  | GDGDLLVRNR |  | FVGVNASDIN |  | YSAGRYDPSV |  | KPPFDIGFEG |
| IGEVVALGLS |  | ASARYTVGQA |  | VAYMAPGSFA |  | EYTVVPASIA |  | TPVPSVKPEY |
| LTLLVSGTTA |  | YISLKELGGL |  | SEGKKVLVTA |  | AAGGTGQFAM |  | QLSKKAKCHV |
| IGTCSSDEKS |  | AFLKSLGCDR |  | PINYKTEPVG |  | TVLKQEYPEG |  | VDVVYESVGG |
| AMFDLAVDAL |  | ATKGRLIVIG |  | FISGYQTPTG |  | LSPVKAGTLP |  | AKLLKKSASV |
| QGFFLNHYLS |  | KYQAAMSHLL |  | EMCVSGDLVC |  | EVDLGDLSPE |  | GRFTGLESIF |
| RAVNYMYMGK |  | NTGKIVVELP |  | HSVNSKL    |  |            |  |            |

A: Аланін

C: Цистеїн

D: Аспарагінова кислота

E: Глутамінова кислота

F: Фенілаланін

G: Гліцин

H: Гістидин

I: Ізолейцин

K: Лізин

L: Лейцин

M: Метіонін

N: Аспарагін

P: Пролін

Q: Глутамін

R: Аргінін

S: Серин

T: Треонін

V: Валін

Кодований геном білок за функціями належить до оксидоредуктаз, фосфопротеїнів. 
Задіяний у таких біологічних процесах, як ацетилювання, альтернативний сплайсинг. 
Білок має сайт для зв'язування з НАДФ. 
Локалізований у пероксисомах.